# Patrick Champagne
Patrick Champagne (Francia, 24 de enero de 1945-9 de diciembre de 2023) fue un sociólogo francés, cercano a Pierre Bourdieu. 

## Biografía
En 1970 fue nombrado miembro del Centro de sociología europea de la Escuela de Estudios Superiores en Ciencias Sociales (EHESS), investigador en sociología en el INRA desde 1973, así como profesor en la Universidad París I (Panthéon-Sorbona) y el Instituto de estudios políticos de Toulouse.
Sus investigaciones han abordado primeramente la crisis de la reproducción del pequeño y mediano campesinado en Francia en los años posteriores a la II Guerra Mundial (1945-2000), crisis que se tradujo en una fuerte disminución de la población agrícola activa y la casi desaparición de este grupo social antaño de envergadura demográfica y política. Sus investigaciones han puesto sobre todo el énfasis en el rol jugado por los mecanismos propiamente simbólicos del dominio social (identidad social desvalorizada del campesino), particularmente puesto al descubierto en un estudio etnográfico sobre el comportamiento de los campesinos en la playa.
A partir del análisis de la gran manifestación de los agricultores en París en 1982 que apuntaba, entre otras cosas, a «seducir la opinión pública» de la ciudad, las investigaciones de Patrick Champagne se orientaron hacia el análisis de las transformaciones del funcionamiento del campo político a causa de la difusión de la práctica de los sondeos.
Después de liderar en la extensión de la obra de Pierre Bourdieu y el análisis crítico de las encuestas de opinión realizadas por encuestadores, Patrick Champagne ha publicado varios artículos sobre las transformaciones del campo periodístico y las relaciones más o menos conflictivas que éste mantiene con los demás campos sociales.
Ha publicado numerosos artículos en la revista Actas de la investigación en ciencias sociales y cofundado la asociación de crítica de los medios de comunicación, Acrimed.

## Publicaciones
- Initiation à la pratique sociologique, en collaboration avec Louis Pinto, Rémi Lenoir, Dominique Merllie, Paris, Dunod, 1989.
- Faire l'opinion. Le nouveau jeu politique, Paris, Éditions de Minuit, 1990.
- Pierre Bourdieu (dir.), La Misère du monde, Paris, Le Seuil, 1993 (collaboration).
- La sociologie, Toulouse, Les essentiels de Milan n°102, 1998.
- L'Héritage refusé. La crise de la reproduction de la paysannerie française (1950-2000), Paris, Le Seuil, 2002.
- Mouvements d'une pensée: Pierre Bourdieu, en collaboration avec Olivier Christin, Paris, Bordas, 2004.
- Pierre Bourdieu, Toulouse, Les essentiels de Milan n°297, 2008.
- La Double Dépendance : Sur le Journalisme, Raisons d'Agir, 2016.